# المر چیکرینگ

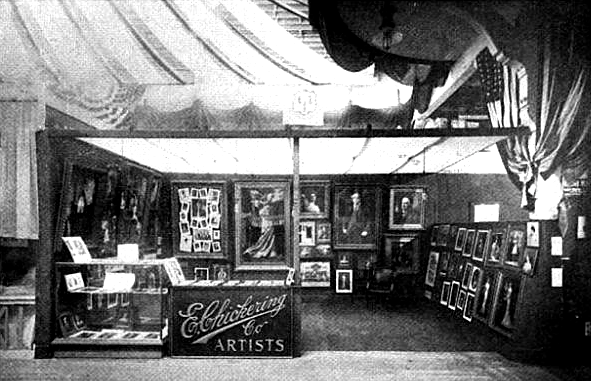
غرفه شرکت ای. چیکرینگ، نمایشگاه صنعتی و آموزشی نیوانگلند، سالن مکانیک، بوستون، ۱۹۱۱

اِلمر چیکرینگ (انگلیسی: Elmer Chickering؛ زادهٔ ۱۸۵۷ میلادی - درگذشت ۱۹۱۵ میلادی) یک عکاس مشهور اهل ایالات متحده آمریکا بود.
تخصصِ وی که در اواخر قرن نوزدهم و اوایل قرن بیستم فعالیت می‌کرد، عکاسیِ پرتره بود و از هنرمندان، سیاستمداران، قهرمانان ورزشی و چهره‌های سرشناس در استودیوی عکاسی‌اش در خیابان «وست استریت» در بوستون عکس می‌گرفت.
برخی از افرادی که وی از آنها عکس‌های پرتره انداخته است، عبارتند از «ژان فیلیپ سوزا»، «ادموند بریس»، «سارا وینموکا»، «جیمز جی کوربت»، «میلدرد هالند» و اعضای «تیم بیس‌بال باستن امریکنز»

## نگارخانه

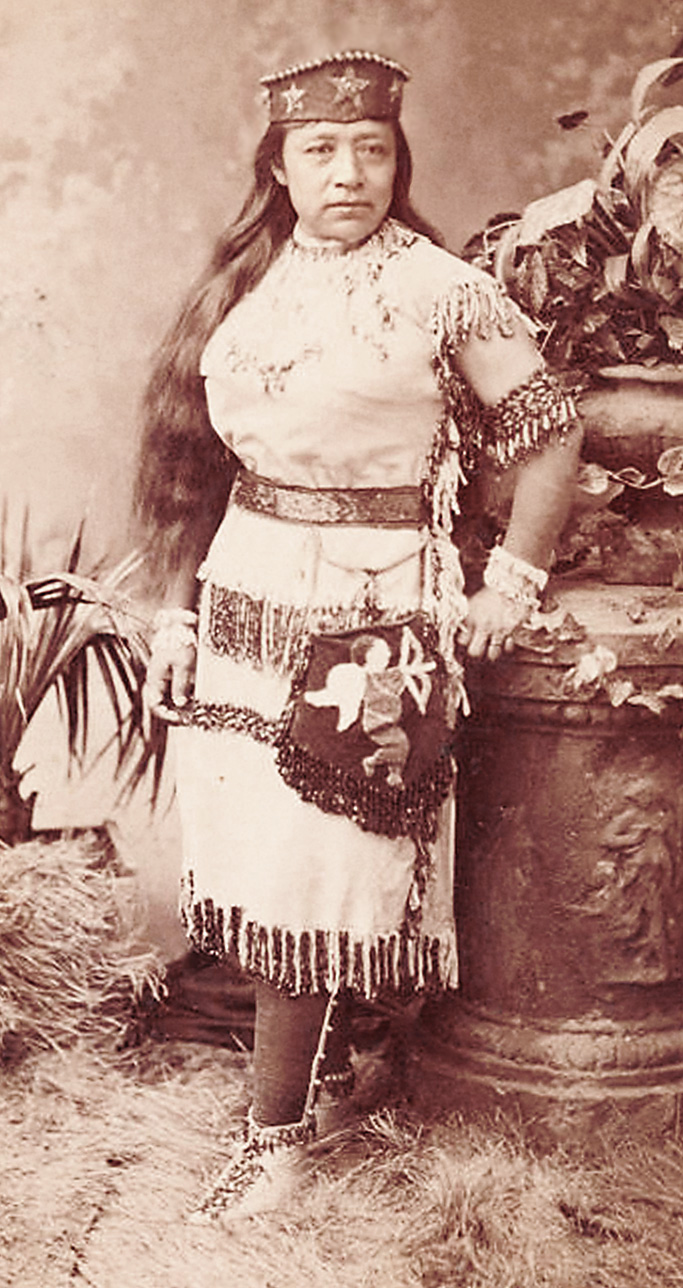
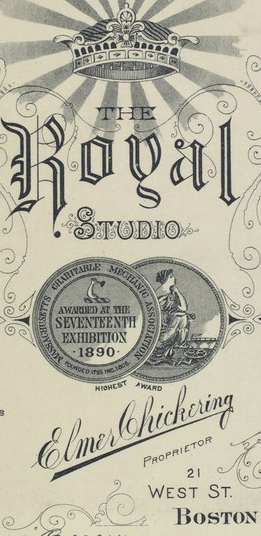
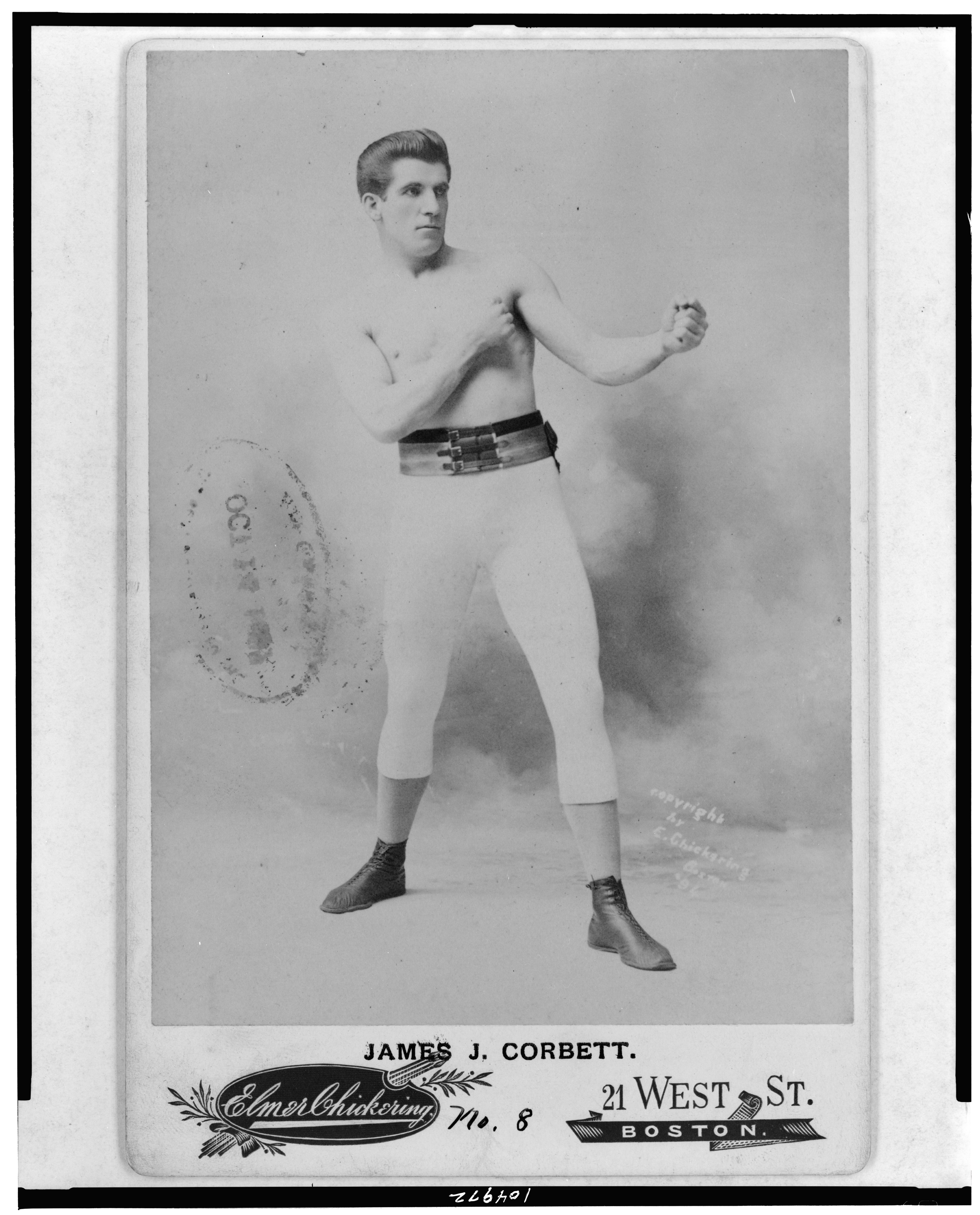
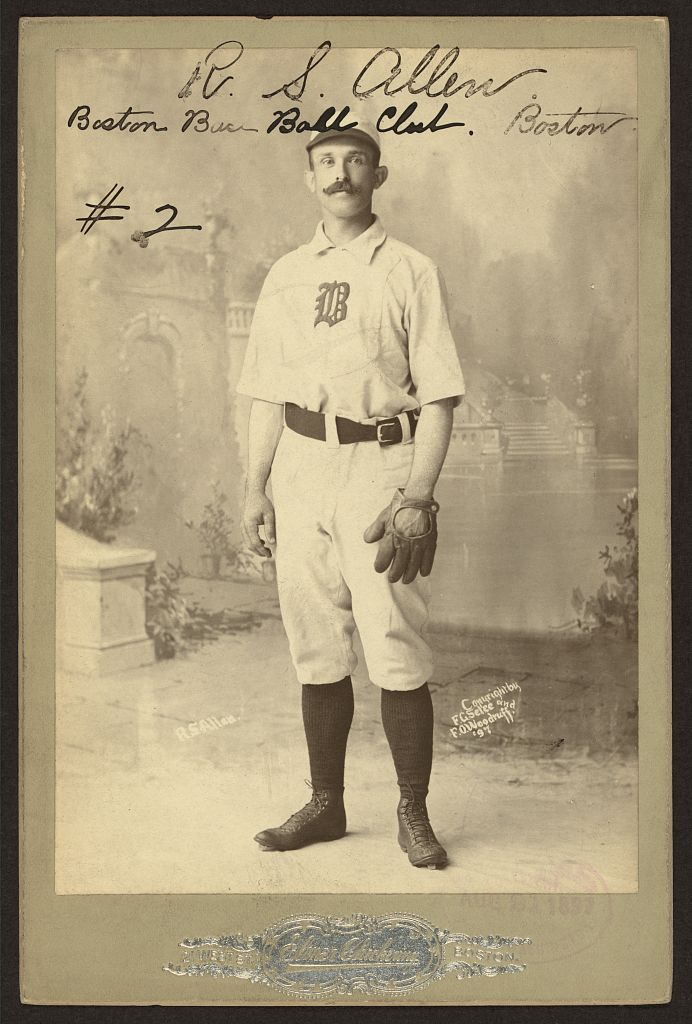
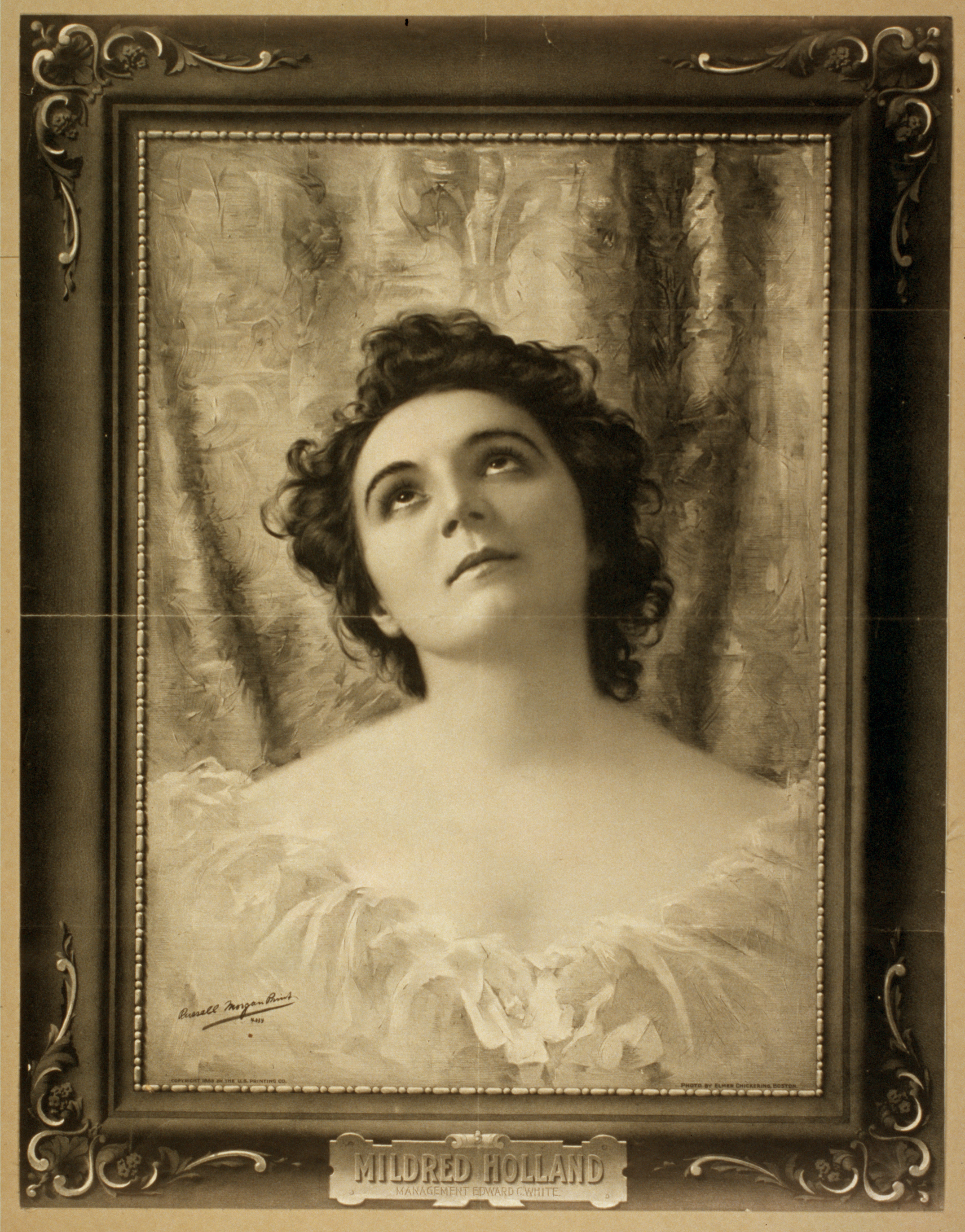
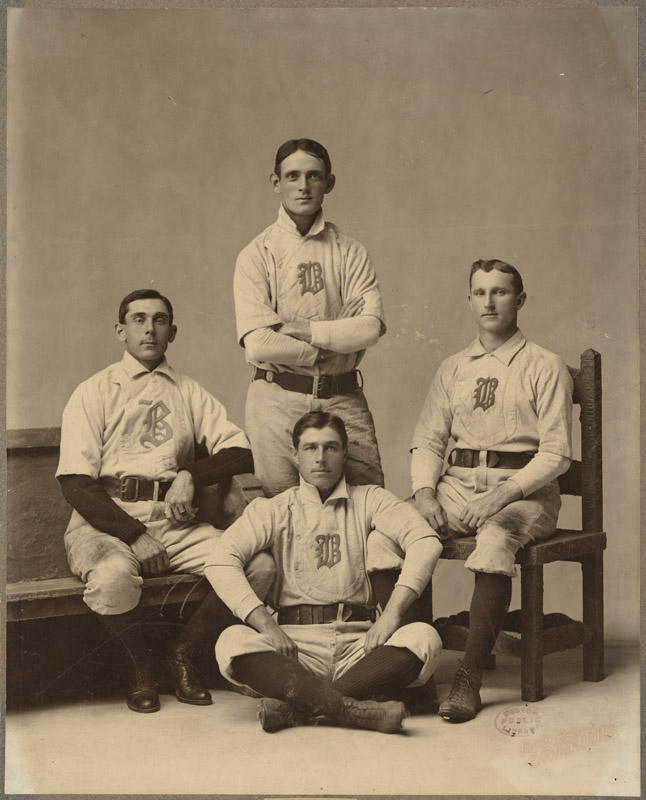
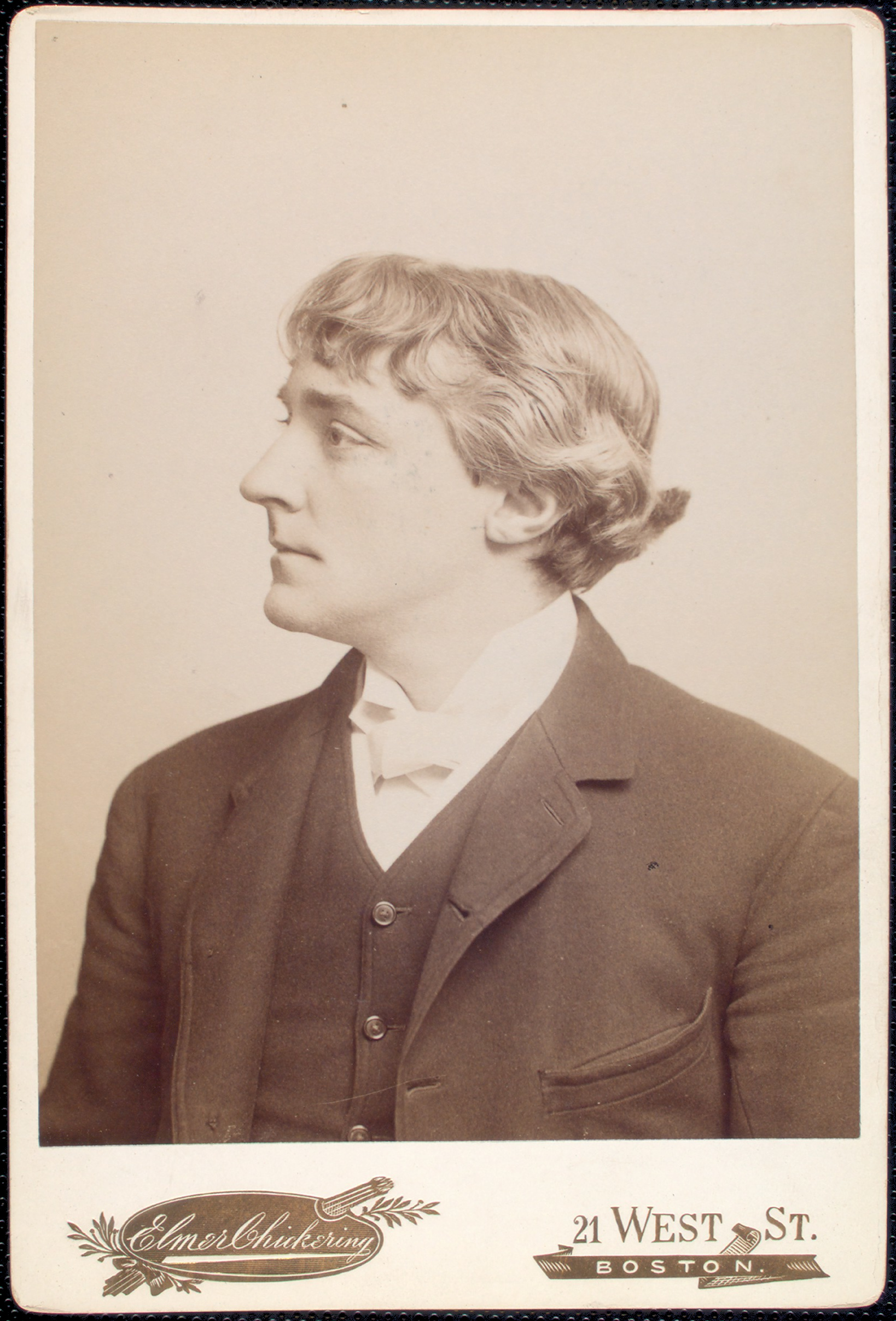
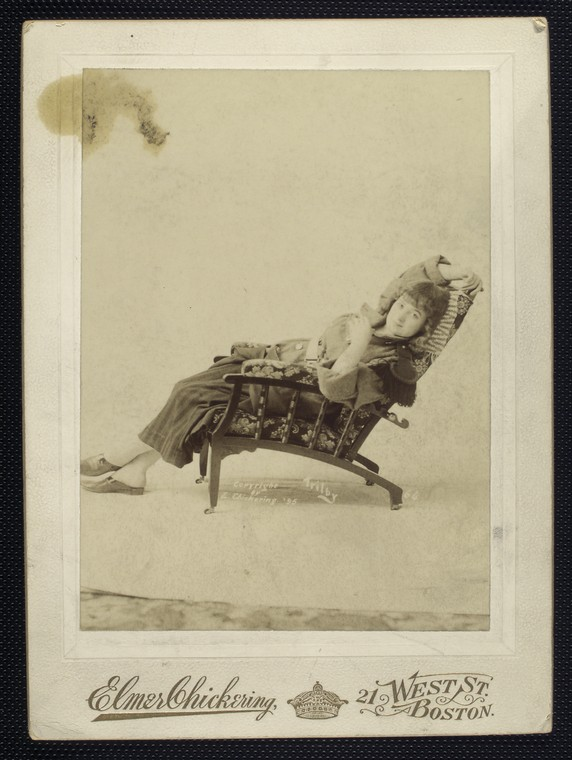